# 푸조
푸조(프랑스어: Peugeot 푀조[*])는 프랑스에 기반을 둔 자동차 제조 업체로, PSA 그룹의 계열사였다가 PSA가 FCA와 2021년에 합병하여 현재는 스텔란티스의 계열이다. 대한민국에는 사미 나세리가 주연을 맡은 프랑스의 영화 택시 시리즈에 나온 406 모델로 잘 알려져 있다. 승용차용 커먼레일 디젤 엔진을 많이 생산하는 회사이며, 포드와 승용 디젤 엔진의 공동 개발 협약을 맺어 푸조 및 시트로엥 이외에도 유럽에서 판매 중인 포드의 승용차에 공급했다. 2014년에 재정난을 겪으면서 프랑스 정부와 중국의 둥펑 자동차에 각각 지분의 14%씩을 매각했다.
대한민국에는 1979년부터 1981년까지 기아에서 라이선스 생산했던 푸조 604를 통해 처음으로 소개됐다. 604의 생산 중지 이후에는 1997년 IMF 사건으로 철수할 때까지 동부산업에서 몇몇 모델들을 수입해서 판매했으며, 2003년에 한불모터스와 딜러 계약을 맺고 대한민국 판매를 재개했다. PSA가 스텔란티스로 넘어간 후에는 2022년부터 스텔란티스코리아가 대한민국 직판을 맡고 있다.

## 역사
푸조는 1810년에 커피 분쇄기, 우산 등을 제조하는 철강 업체로 출발하였다. 이후 1882년부터 자전거를 제조하기 시작하였으며, 1889년에 3륜차 세르폴레 푸조를 만들면서 자동차 제조를 시작하였다. 그러다가, 1897년에 독립적으로 푸조 자동차 회사를 설립하였으며, 1976년에 시트로엥을 흡수하여 PSA 그룹을 출범했다.

## 사자 엠블럼의 유래
사자(라이온)는 푸조 공장이 설립된 곳인 벨포르(Belfort)시의 상징적인 동물로서 그 지역 프랑시 백작 (Franche-Comté)의 방패나 깃발 등에 사용되던 문장이다. 푸조는 1850년부터 사자 문양을 사용하였는데 1936년부터는 널리 알려진 방패 모양의 뱃지에 프랑시 백작(Franche-Comté)이 사용하던 문장의 사자를 사용하기 시작하였으며 이는 또한 벨포르(Belfort)시의 몽벨리아르 지역의 백작의 문장이다. 가장 최근에 쓰이고 있는 엠블럼 내의 사자문양은 2010년에 디자인된 것이다.

## 차량 명명 규칙
1929년에 푸조는 모델명에 '0'이 들어간 세 자리 숫자를 사용한 최초의 자동차 201을 공개하였다. 0앞의 숫자는 차의 크기를, 0뒤의 숫자는 세대를 의미하여, 이것은 현재 푸조의 모든 모델에 사용되는 명명 규칙이 되었다. 또한 1007 등장 이후 '0'을 두 번 붙여 SUV 혹은 CUV 등의 차량에 대한 명명 규칙이 추가되었다.

## 차량

#### 시판
- 208
- 308
- 408
- 508
- 2008
- 3008
- 5008
- Rifter